# Дерарту Тулу
Дерарту Тулу (оромо: Daraartuu Tulluu, амх. ደራርቱ ቱሉ; Бекоји, 21. март 1972.) некадашња је етиопска атлетичарка која се такмичила у тркама на стази, кросу и друму, завршно са маратонима.
Дерарту је прва Етиопљанка и прва црнка Африканка која је освојила златну олимпијску медаљу. Освојила је титуле на 10.000 метара на Олимпијским играма у Барселони 1992. и Сиднеју 2000. и бронзу на Олимпијским играма у Атини 2004. На Светском првенству Дерарту је освојила сребро на 10.000 м 1995. и злато 2001. Била је трострука светска шампионка у кросу (1995, 1997, 2000).
Председница је Етиопске атлетске федерације од 2018.
Дерарту долази из спортске породице неколико освајача олимпијских медаља, међу којима су и њене нећакиње Тирунеш, Гензебе и Еџгајеху Дибаба.

## Живот и каријера
Дерарту Тулу је одрасла чувајући стоку у селу Бекоји у висоравнима провинције Арси, у истом селу у којем је одрастао Кенениса Бекеле.
1998. родила је ћерку Тсион.
Њен прелазак на маратон награђен је победама на Лондонском и Токијском маратону 2001. Завршила је четврта на Светском првенству 2005. године, истрчавши лични рекорд од 2:23:30.  2009. године, са 37 година, победила је на Њујоршком маратону испред Поле Редклиф.
Дерарту је истрчала свој последњи маратон 2011. у Јокохами.

## Међународна такмичења
| Година | Такмичење                        | Место                       | Позиција | Дисциплина    | Резултат | Белешка |
| ------ | -------------------------------- | --------------------------- | -------- | ------------- | -------- | ------- |
| 1989   | Светско првенствo у кросу        | Ставангер, Норвешка         | 23.      | Трка сениорки | 23:29    |         |
| 1990   | Светско првенствo у кросу        | Екс ле Бен, Француска       | 15.      | Трка сениорки | 19:53    |         |
| 1990   | Афричко првенство                | Каиро, Египат               | 1.       | 3.000 м       | 9:11.21  |         |
| 1990   | Афричко првенство                | Каиро, Египат               | 1.       | 10.000 м      | 33:37.82 |         |
| 1990   | Светско првенство за јуниоре     | Пловдив, Бугарска           | 1.       | 10.000 м      | 32:56.26 |         |
| 1991   | Светско првенствo у кросу        | Антверп, Белгија            | 2.       | Трка сениорки | 20:27    |         |
| 1991   | Светско првенство                | Токио, Јапан                | 21.      | 3.000 м       | 9:01.04  |         |
| 1991   | Светско првенство                | Токио, Јапан                | 8.       | 10.000 м      | 32:16.55 |         |
| 1992   | Афричко првенство                | Беле Ву Харел, Маурицијус   | 1.       | 3.000 м       | 9:01.12  |         |
| 1992   | Афричко првенство                | Беле Ву Харел, Маурицијус   | 1.       | 10.000 м      | 31:32.25 |         |
| 1992   | Континентални куп                | Хавана, Куба                | 1.       | 3.000 м       | 9:05.89  |         |
| 1992   | Континентални куп                | Хавана, Куба                | 1.       | 10.000 м      | 33:38.97 |         |
| 1992   | Олимпијске игре                  | Барселона, Шпанија          | 1.       | 10.000 м      | 31:06.02 |         |
| 1995   | Светско првенствo у кросу        | Дарам, Уједињено Краљевство | 1.       | Трка сениорки | 20:21    |         |
| 1995   | Светско првенство                | Гетеборг, Шведска           | 2.       | 10.000 м      | 31:08.10 |         |
| 1996   | Олимпијске игре                  | Атланта, САД                | 4.       | 10.000 м      | 31:10.46 |         |
| 1997   | Светско првенствo у кросу        | Торино, Италија             | 1.       | Трка сениорки | 20:53    |         |
| 1997   | Светско првенство                | Атина, Грчка                | 24.      | 10.000 м      | 33:25.99 |         |
| 1999   | Светско првенство у полумаратону | Палермо, Италија            | 14.      | Полумаратон   | 1:11:33  |         |
| 2000   | Светско првенствo у кросу        | Виљамура, Португалија       | 1.       | Трка сениорки | 25:42    |         |
| 2000   | Олимпијске игре                  | Сиднеј, Аустралија          | 1.       | 10.000 м      | 30:17.49 |         |
| 2001   | Светско првенство                | Едмонтон, Канада            | 1.       | 10.000 м      | 31:48.81 |         |
| 2004   | Светско првенствo у кросу        | Брисел, Белгија             | 16.      | Трка сениорки | 28:39    |         |
| 2004   | Олимпијске игре                  | Атина, Грчка                | 3.       | 10.000 м      | 30:26.42 |         |
| 2005   | Светско првенство у полумаратону | Едмонтон, Канада            | 15.      | Полумаратон   | 1:12:12  |         |
| 2005   | Светско првенство                | Хелсинки, Финска            | 4.       | Маратон       | 2:23:30  |         |